# Ekart
Ekart je priimek v Sloveniji, ki ga je po podatkih Statističnega urada Republike Slovenije na dan 1. januarja 2010 uporabljalo 313 oseb in je med vsemi priimki po pogostosti uporabe uvrščen na 1.229. mesto.

## Znani nosilci priimka
- Andrej Ekart, pravnik (dr.), sodnik, predavatelj
- Edvard Ekart, igralec
- Franc Ekart (*1942), slikar, grafik in rezbar paraplegik
- Jože Ekart (*1943), slikar, likovni pedagog, glasbenik
- Luka Ekart, judoist
- Primož Ekart (*1963), igralec in režiser
- Robert Ekart, zdravnik internist